# ZarCorp
ZarCorp est un label de musique anglais, filiale de Parlophone qui appartient à la maison de disques EMI. 
Le label fut créé en 2007 par le groupe Late of the Pier à la suite de leurs différends avec leurs précédents labels, qui les contraignaient artistiquement et financièrement.
Ils ont sorti quelques singles sous ce label.